# 女番長 感化院脱走
『女番長 感化院脱走』（スケバン かんかいんだっそう）は、1973年5月24日に公開された日本映画。『女番長シリーズ』第5作。

## キャスト
＜同房院生＞
- 青木るり子：杉本美樹
- 松本三奈(遠山のパトロン)：須永かつ代
- 牧杏子(17才・一児の母)：叶優子
- 広田マキ(姉)：須藤リカ
- 広田ユキ(14才・妹)：大森不二香

　＜他房院生＞
- 春美：太田美鈴
- 勝子：早乙女りえ
- 千恵：城恵美
- 敏子：愛田純
- 伸子：浅野由紀子

　＜学院＞
- 秦野(学院長)：金子信雄
- 黒田(教官)：室田日出男
- 小池(教官)：今井健二
- 山本(教官)：丘路千
- 羽島孝子(教官・栄養士)：松村康世
- 教官：大月正太郎
- 視察役人：中村錦司
- 視察役人：波多野博

　＜警察＞
- 滝川刑事：汐路章
- 西田刑事：川谷拓三
- 県警指揮官：岩尾正隆

　＜その他＞
- 遠山実(財界の大物)：名和宏
- ジュン(遠山の女)：一の瀬玲奈
- 秋山(杏子と寝た中年男)：那須伸太朗
- パン屋店員：畑中伶一
- 杏子の母：菅井きん
- 菊村洋一(強盗犯人)：渡瀬恒彦

## 挿入歌
- 挿入歌「好きではじめた女じゃないが」　東芝レコード

唄 - 太田美鈴　作詞 - 小谷夏　作曲 - 浜圭介　編曲 - 竜崎孝路

## スタッフ
- 企画 - 天尾完次
- 脚本 - 鴨井達比古、中島貞夫
- 撮影 - 古谷伸
- 照明 - 金子凱美
- 録音 - 荒川輝彦
- 美術 - 井川徳道
- 音楽 - 荒木一郎
- 編集 - 市田勇
- 助監督 - 牧口雄二
- 記録 - 石田照
- 装置 - 米沢勝
- 装飾 - 柴田澄臣
- 美粧結髪 - 東和美粧
- スチール - 諸角良男
- 演技事務 - 西秋節生
- 衣装 - 森護
- 擬斗 - 三好郁夫
- 進行主任 - 長岡功
- 監督 - 中島貞夫